# Feel Flows: The Sunflower & Surf's Up Sessions 1969–1971
| Recensione          | Giudizio |
| ------------------- | -------- |
| AllMusic            | [ 1 ]    |
| American Songwriter | [ 2 ]    |
| Mojo                | [ 3 ]    |
| Pitchfork           | 8.0/10   |
| Rolling Stone       | [ 5 ]    |
| Uncut               | 9/10     |

Feel Flows: The Sunflower & Surf's Up Sessions 1969–1971 è un album compilation dei Beach Boys, pubblicato dalla Capitol Records nel 2021.
Il cofanetto è costituito da materiale inedito tratto in prevalenza dalle sessioni di studio per gli album Sunflower (1970) e Surf's Up (1971), e dagli stessi due album rimasterizzati.
Feel Flows è la prima grande pubblicazione d'archivio della band da Wake the World e I Can Hear Music nel 2018, e la prima pubblicata su supporto fisico da Sunshine Tomorrow nel 2017. Il titolo del cofanetto è tratto dalla traccia Feel Flows inclusa in Surf's Up.
Sono state rese disponibili quattro edizioni separate della raccolta: box set da 5 CD, 2 CD, doppio e quadruplo vinile. Il cofanetto include le edizioni rimasterizzate degli album Sunflower e Surf's Up insieme a 108 tracce inedite, la maggior parte delle quali sono momenti salienti delle sessioni, versioni alternative e mix alternativi (inclusi mix strumentali e a cappella). Feel Flows include anche esibizioni dal vivo, promo radiofonici e outtake non originariamente inclusi in nessuno dei due album, così come diverse tracce tratte dall'album solista abortito di Dennis Wilson, Poops/Hubba Hubba.
Feel Flows ha ricevuto recensioni ampiamente positive. Le critiche sono state riservate alla scarsa qualità del mastering, in particolare per la presenza di artefatti digitali, toni acuti eccessivi ed estrema compressione della gamma dinamica. Raggiunse la posizione numero 83 negli Stati Uniti e la numero 19 nel Regno Unito posizionandosi bene anche nelle classifiche di Paesi Bassi, Germania e Scozia.

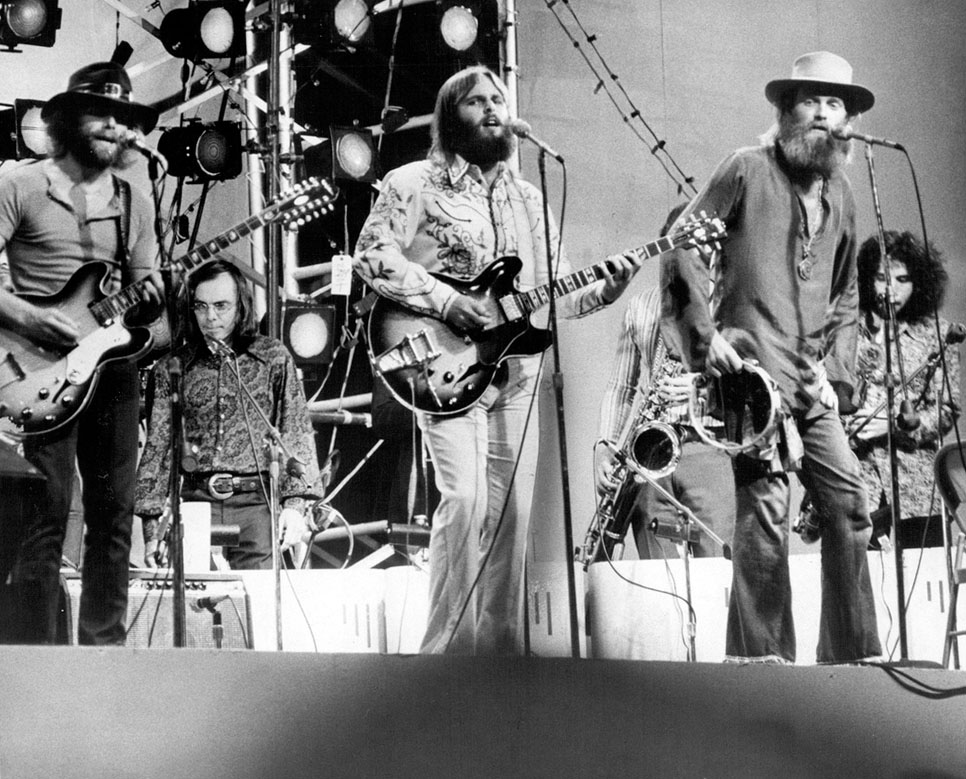
I Beach Boys si esibiscono dal vivo a Central Park, 1971.

## Tracce

### Edizione 5 CD

#### Disco 1
1. Slip On Through – 2:19 (Dennis Wilson, Gregg Jakobson)
2. This Whole World – 1:58 (Brian Wilson)
3. Add Some Music to Your Day – 3:36 (B. Wilson, Joe Knott, Mike Love)
4. Got to Know the Woman – 2:43 (Jakobson, D. Wilson)
5. Deirdre – 3:30 (B. Wilson, Bruce Johnston)
6. It's About Time – 2:57 (Bob Burchman, Carl Wilson, D. Wilson, Al Jardine)
7. Tears in the Morning – 4:07 (Johnston)
8. All I Wanna Do – 2:36 (B. Wilson, Love)
9. Forever – 2:42 (D. Wilson, Jakobson)
10. Our Sweet Love – 2:41 (C. Wilson, B. Wilson, Jardine)
11. At My Window – 2:32 (B. Wilson, Jardine)
12. Cool, Cool Water – 5:03 (B. Wilson, Love)
13. Sunflower Promo 1 (previously unreleased) – 0:59

1. This Whole World (Live 1988) – 2:10 (B. Wilson) – June 19, 1988 – Groton (Connecticut)
2. Add Some Music to Your Day (Live 1993) – 3:23 (B. Wilson, Knott, Love) – November 26, 1993 – New York
3. Susie Cincinnati (Live 1976) – 2:46 (Jardine) – July 3, 1976 – Anaheim (California)
4. Back Home (Live 1976) – 3:15 (B. Wilson, Bob Norberg) – July 3, 1976 – Anaheim, California
5. It's About Time (Live 1971) – 3:45 (Burchman, C. Wilson, D. Wilson, Jardine) – July 2, 1971 – Central Park
6. Riot In Cell Block 9 (Live 1970) – 3:34 (Jerry Leiber, Mike Stoller) – October 3, 1970 – Big Sur Folk Festival

1. Break Away (original 1969 single mix) – 2:55 (B. Wilson, Murry Wilson) – B. Wilson, M. Wilson
2. Celebrate the News (2020 mix, previously unreleased) – 2:37 (D. Wilson, Jakobson) – D. Wilson
3. Loop De Loop (1969 mix, previously unreleased) – 2:59 (C. Wilson, B. Wilson, Jardine) – Jardine
4. San Miguel (2020 mix, previously unreleased) – 2:33 (D. Wilson, Jakobson) – D. Wilson
5. Susie Cincinnati (2020 mix, previously unreleased) – 3:02 (Jardine) – Jardine, B. Wilson
6. Good Time (2019 mix, previously unreleased) – 2:56 (B. Wilson, Jardine) – B. Wilson
7. Two Can Play (2019 mix, previously unreleased) – 2:06 (B. Wilson) – B. Wilson
8. Cotton Fields (The Cotton Song) (2021 stereo mix, previously unreleased) – 3:21 (Huddie "Ledbelly" Ledbetter) – Jardine

#### Disco 2
1. Don't Go Near the Water – 2:41 (Love, Jardine)
2. Long Promised Road – 3:32 (Jack Rieley, C. Wilson)
3. Take a Load Off Your Feet – 2:32 (B. Wilson, Gary Winfrey, Jardine)
4. Disney Girls (1957) – 4:08 (Johnston)
5. Student Demonstration Time – 3:59 (Stoller, Love, Leiber)
6. Feel Flows – 4:44 (C. Wilson, Rieley)
7. Lookin' at Tomorrow (A Welfare Song) – 1:57 (Winfrey, Jardine)
8. A Day in the Life of a Tree – 3:09 (Rieley, B. Wilson)
9. 'Til I Die – 2:32 (B. Wilson)
10. Surf's Up – 4:14 (B. Wilson, Van Dyke Parks)
11. Surf's Up Promo (previously unreleased) – 1:02

1. Take a Load Off Your Feet (Live 1993) – 2:35 (B. Wilson, Winfrey, Jardine) – November 26, 1993 – New York City
2. Long Promised Road (Live 1972) – 4:14 (Rieley, C. Wilson) – November 23, 1972 – Carnegie Hall
3. Disney Girls (Live 1982) – 4:23 (Johnston) – June 11, 1982 – Blossom Music Center
4. Surf's Up (Live 1973) – 4:58 (B. Wilson, Parks) – August 15, 1973 – Chicago
5. Student Demonstration Time (Live 1972) – 4:42 (Stoller, Love, Leiber) – November 23, 1972 – Carnegie Hall

1. Big Sur (previously unreleased) – 2:35 (Love) – The Beach Boys
2. H.E.L.P. Is On the Way (2019 mix, previously unreleased) – 2:31 (B. Wilson) – B. Wilson
3. Sweet and Bitter (previously unreleased) – 2:33 (B. Wilson, Don Goldberg) – B. Wilson
4. My Solution (previously unreleased) – 3:44 (B. Wilson) – B. Wilson
5. 4th of July (2019 mix, previously unreleased) – 3:11 (D. Wilson, Rieley) – D. Wilson
6. Sound of Free (1970 single mix, 2019 master) – 2:22 (D. Wilson, Love) – D. Wilson
7. Lady (Fallin' in Love) (1970 mix, previously unreleased) – 2:21 (D. Wilson) – D. Wilson
8. Seasons in the Sun (previously unreleased) – 3:27 (Jacques Brel, Rod McKuen) – Terry Jacks

#### Disco 3
1. Sunflower Promo 2 – 0:59 – The Beach Boys
2. Slip On Through (track and backing vocals) – 2:47 (D. Wilson, Jakobson) – D. Wilson
3. This Whole World (long version track and backing vocals) – 2:47 (B. Wilson) – C. Wilson, B. Wilson
4. Add Some Music To Your Day (track and backing vocals) – 4:35 (B. Wilson, Knott, Love) – B. Wilson
5. Deirdre (track) – 3:34 (B. Wilson, Johnston) – Johnston
6. It's About Time (track and backing vocals) – 2:54 (Burchman, C. Wilson, D. Wilson, Jardine) – D. Wilson, C. Wilson
7. Tears In The Morning (track and backing vocals) – 4:08 (Johnston) – Johnston
8. All I Wanna Do (session intro, track and backing vocals) – 3:46 (B. Wilson, Love) – C. Wilson
9. Forever (session highlights) – 3:36 (D. Wilson, Jakobson) – D. Wilson, C. Wilson
10. Forever (track and backing vocals) – 3:01 (D. Wilson, Jakobson) – D. Wilson, C. Wilson
11. Our Sweet Love (track and backing vocals) – 2:39 (C. Wilson, B. Wilson, Jardine) – B. Wilson, C. Wilson
12. At My Window (track and backing vocals) – 2:50 (B. Wilson, Jardine) – Jardine
13. Cool, Cool Water (alternate 2019 mix) – 6:24 (B. Wilson, Love) – B. Wilson
14. San Miguel (track and backing vocals) – 2:57 (D. Wilson, Jakobson) – D. Wilson
15. Loop De Loop (Flip Flop Flyin' in an Aeroplane) (track) – 2:49 (C. Wilson, B. Wilson, Jardine) – Jardine
16. Good Time (session intro, track and backing vocals) – 4:27 (B. Wilson, Jardine) – B. Wilson
17. When Girls Get Together (track) – 1:47 (B. Wilson, Love) – B. Wilson
18. Slip On Through (alternate 1969 mix with session intro) – 3:25 (D. Wilson, Jakobson) – D. Wilson
19. Our Sweet Love (string section) – 1:00 (C. Wilson, B. Wilson, Jardine) – B. Wilson, C. Wilson

1. San Miguel (backing vocals excerpt) – 1:00 (D. Wilson, Jakobson) – D. Wilson
2. Break Away (Tag) (backing vocals excerpt) – 0:18 (B. Wilson, M. Wilson) – B. Wilson, M. Wilson
3. Cotton Fields (The Cotton Song) (a Cappella) – 2:44 (Ledbetter) – Jardine
4. Good Time (backing vocals excerpt) – 0:19 (B. Wilson, Jardine) – B. Wilson
5. This Whole World (backing vocals section) – 1:05 (B. Wilson) – B. Wilson, C. Wilson
6. Add Some Music to Your Day (a Cappella) – 3:30 (B. Wilson, Knott, Love) – B. Wilson
7. Got to Know the Woman (a Cappella) – 2:52 (Jakobson, D. Wilson) – D. Wilson
8. It's About Time (backing vocals excerpt) – 0:50 (Burchman, C. Wilson, D. Wilson, Jardine) – D. Wilson, C. Wilson
9. All I Wanna Do (a Cappella) – 2:58 (B. Wilson, Love) – C. Wilson
10. Forever (2019 a Cappella mix) – 2:52 (D. Wilson, Jakobson) – D. Wilson, C. Wilson

#### Disco 4
1. Don't Go Near The Water (track and backing vocals) – 3:45 (Love, Jardine) – Jardine, C. Wilson
2. Long Promised Road (track and backing vocals) – 3:38 (Rieley, C. Wilson) – C. Wilson
3. Take a Load Off Your Feet (alternate vocal) – 2:28 (B. Wilson, Winfrey, Jardine) – Jardine, B. Wilson
4. Disney Girls (1957) (track and backing vocals) – 4:17 (Johnston) – Johnston
5. Student Demonstration Time (track and backing vocals) – 3:45 (Stoller, Love, Leiber) – C. Wilson
6. Feel Flows (track and backing vocals) – 5:02 (C. Wilson, Rieley) – C. Wilson
7. Lookin' at Tomorrow (A Welfare Song) (session intro and alternate mix) – 2:43 (Jardine, Winfrey) – Jardine
8. A Day in the Life of a Tree (track and backing vocals) – 2:55 (B. Wilson, Rieley) – B. Wilson
9. 'Til I Die (long version with alternate lyrics) – 4:47 (B. Wilson) – B. Wilson, C. Wilson
10. Surf's Up (Brian Wilson lead vocal 2019 mix) – 4:08 (B. Wilson, Parks) – B. Wilson, C. Wilson
11. (Wouldn't It Be Nice to) Live Again (extended 2019) – 6:50 (D. Wilson, Stanley Shapiro) – D. Wilson

1. Don't Go Near The Water (2020 a Cappella mix) – 2:36 (Love, Jardine) – Jardine, C. Wilson
2. Long Promised Road (a Cappella) – 4:00 (Rieley, C. Wilson) – C. Wilson
3. Feel Flows (backing vocal excerpt) – 0:33 (C. Wilson, Rieley) – C. Wilson
4. Disney Girls (backing vocal excerpt) – 0:36 (Johnston) – Johnston
5. A Day In The Life of a Tree (backing vocal excerpt) – 0:32 (Rieley, B. Wilson) – B. Wilson
6. 'Til I Die (a Cappella) – 2:36 (B. Wilson) – B. Wilson, C. Wilson
7. Surf's Up (a Cappella) – 4:04 (B. Wilson, Parks) – C. Wilson, B. Wilson

1. I Just Got My Pay (2019 mix) – 2:43 (B. Wilson, Jardine) – B. Wilson
2. Walkin' (2019 mix) – 2:44 (B. Wilson, Jardine) – B. Wilson
3. When Girls Get Together (2019 mix) – 3:45 (B. Wilson, Love) – B. Wilson
4. Baby Baby – 3:13 (D. Wilson, Daryl Dragon) – D. Wilson
5. Awake – 3:44 (Floyd Tucker) – B. Wilson
6. It's a New Day – 2:20 (D. Wilson, Dragon, Shapiro) – D. Wilson

#### Disco 5
1. This Whole World (alternate ending) – 1:41 (B. Wilson) – C. Wilson, B. Wilson
2. Add Some Music To Your Day (alternate version) – 3:27 (B. Wilson, Knott, Love) – B. Wilson
3. Don't Go Near The Water (alternate version) – 2:42 (Love, Jardine) – Jardine, C. Wilson
4. Surf's Up, Pt. 1 (1971 remake track with 1966 Brian vocal) – 1:41 (B. Wilson, Parks) – B. Wilson, C. Wilson
5. Soulful Old Man Sunshine (2019 mix) – 3:14 (B. Wilson, Rick Henn, Don Ralke) – Henn, B. Wilson
6. I'm Goin' Your Way (alternate mix) – 2:24 (D. Wilson) – D. Wilson
7. Where Is She? (2019 mix) – 2:22 (B. Wilson) – B. Wilson
8. Carnival (Over the Waves)/Sobra las Olas) (2019 mix) – 1:34 (Juventino Rosas) – B. Wilson
9. It's Natural – 2:35 (David Sandler) – B. Wilson, Sandler
10. Medley: All of My Love/Ecology – 5:05 (D. Wilson, Dragon) – D. Wilson
11. Before – 2:25 (D. Wilson, Dragon) – D. Wilson
12. Behold the Night – 2:26 (D. Wilson, Dragon) – D. Wilson
13. Old Movie (Cuddle Up) – 3:37 (D. Wilson, Dragon) – D. Wilson
14. Hawaiian Dream – 4:33 (D. Wilson, Dragon) – D. Wilson
15. Settle Down/Sound of Free (basic session outtake) – 2:17 (D. Wilson, Love) – D. Wilson
16. I've Got a Friend – 2:26 (D. Wilson) – D. Wilson
17. 'Til I Die (piano demo) – 1:55 (B. Wilson) – B. Wilson, C. Wilson
18. Back Home (demo) – 2:20 (B. Wilson, Norberg, Jardine) – Jardine, B. Wilson
19. Back Home (alternate version) – 2:34 (B. Wilson, Norberg, Jardine) – Jardine
20. Won't You Tell Me (demo) – 2:01 (M. Wilson, B. Wilson) – B. Wilson
21. Won't You Tell Me (2019 mix) – 2:54 (M. Wilson, B. Wilson) – M. Wilson, Henn
22. Barbara (2020 mix) – 2:59 (D. Wilson, Dragon) – D. Wilson
23. Slip On Through (early version track) – 2:48 (D. Wilson, Jakobson) – D. Wilson
24. Susie Cincinnati (basic session highlights) – 3:05 (Jardine) – Jardine, B. Wilson
25. My Solution (track and backing vocals) – 3:04 (B. Wilson) – B. Wilson
26. You Never Give Me Your Money – 0:40 (John Lennon, Paul McCartney) – The Beach Boys
27. Medley: Happy Birthday, Brian/God Only Knows – 2:47 (B. Wilson, Tony Asher) – The Beach Boys
28. You Need a Mess of Help to Stand Alone (track and backing vocals) – 3:32 (B. Wilson, Rieley) – C. Wilson
29. Marcella (a Cappella) – 3:27 (B. Wilson, Rieley, Tandyn Almer) – The Beach Boys

### Edizione 2 CD

#### Disco 1
1. Slip On Through – 2:19 (Dennis Wilson, Gregg Jakobson)
2. This Whole World – 1:58 (Brian Wilson)
3. Add Some Music to Your Day – 3:36 (B. Wilson, Joe Knott, Mike Love)
4. Got to Know the Woman – 2:43 (Jakobson, D. Wilson)
5. Deirdre – 3:30 (B. Wilson, Bruce Johnston)
6. It's About Time – 2:57 (Bob Burchman, Carl Wilson, D. Wilson, Al Jardine)
7. Tears in the Morning – 4:07 (Johnston)
8. All I Wanna Do – 2:36 (B. Wilson, Love)
9. Forever – 2:42 (D. Wilson, Jakobson)
10. Our Sweet Love – 2:41 (C. Wilson, B. Wilson, Jardine)
11. At My Window – 2:32 (B. Wilson, Jardine)
12. Cool, Cool Water – 5:03 (B. Wilson, Love)
13. Loop De Loop (1969 mix) – 2:58
14. San Miguel (2020 mix) – 2:19
15. Susie Cincinnati (2019 mix) – 3:01
16. Good Time (2019 mix) – 2:55
17. I Just Got My Pay (2019 mix) – 2:43
18. Two Can Play (2019 mix) – 2:06
19. I'm Goin' Your Way (Alternate mix) – 2:10
20. Where Is She (2019 mix) – 2:21
21. Break Away (Tag) (Backing vocals excerpt) – 0:17
22. Our Sweet Love (String section) – 1:00
23. This Whole World (Alternate ending) – 1:41
24. Soulful Old Man Sunshine (2019 mix) – 3:00
25. All I Wanna Do (a Capella) – 2:41
26. Back Home (Alternate version) – 2:34
27. When Girls Get Together (2019 mix) – 3:45
28. Cotton Fields (The Cotton Song) (2021 stereo mix) – 3:21
29. This Whole World (Live 1988) – 2:01
30. Sunflower Promo 1 (previously unreleased) – 0:59

#### Disco 2
1. Don't Go Near the Water – 2:41 (Love, Jardine)
2. Long Promised Road – 3:32 (Jack Rieley, C. Wilson)
3. Take a Load Off Your Feet – 2:32 (B. Wilson, Gary Winfrey, Jardine)
4. Disney Girls (1957) – 4:08 (Johnston)
5. Student Demonstration Time – 3:59 (Stoller, Love, Leiber)
6. Feel Flows – 4:44 (C. Wilson, Rieley)
7. Lookin' at Tomorrow (A Welfare Song) – 1:57 (Winfrey, Jardine)
8. A Day in the Life of a Tree – 3:09 (Rieley, B. Wilson)
9. 'Til I Die – 2:32 (B. Wilson)
10. Surf's Up – 4:14 (B. Wilson, Van Dyke Parks)
11. It's a New Day – 2:20
12. Big Sur (1970 version) – 2:35
13. (Wouldn't It Be Nice to) Live Again (Extended 2019) – 4:36
14. 4th of July (2019 mix) – 3:09
15. Lady (Fallin' in Love) (1970 stereo mix) – 2:21
16. Behold the Night – 2:23
17. Medley: All of My Love / Ecology – 4:16
18. Sweet and Bitter – 2:20
19. My Solution – 3:43
20. Awake – 3:17
21. Disney Girls (Live 1982) – 4:19
22. Surf's Up (Live 1973) – 4:55
23. You Need a Mess of Help to Stand Alone (Track & backing vocals) – 3:15
24. Feel Flows (Backing vocals excerpt) – 0:32
25. Disney Girls (Backing vocals excerpt) – 0:19

### Edizione 2 LP
Lato 1
1. Slip On Through – 2:19
2. This Whole World – 1:58
3. Add Some Music to Your Day – 3:36
4. Got to Know the Woman – 2:43
5. Deirdre – 3:30
6. It's About Time – 2:57
7. Cotton Fields (2020 stereo mix, previously unreleased) – 3:16
8. San Miguel (Backing vocals excerpt, previously unreleased) – 0:35
9. It's About Time (Backing vocals excerpt, previously unreleased) – 0:50

Lato 2
1. Tears in the Morning – 4:07
2. All I Wanna Do – 2:36
3. Forever – 2:42
4. Our Sweet Love – 2:41
5. At My Window – 2:32
6. Cool, Cool Water – 5:03
7. This Whole World (Live 1988, previously unreleased) – 2:01

Lato 3
1. Don't Go Near the Water – 2:41
2. Long Promised Road – 3:32
3. Take a Load Off Your Feet – 2:32
4. Disney Girls (1957) – 4:08
5. Student Demonstration Time – 3:59
6. Disney Girls (Live 1982) – 4:19
7. Feel Flows (Backing vocals excerpt) – 0:33

Lato 4
1. Feel Flows – 4:44
2. Lookin' at Tomorrow (A Welfare Song) – 1:57
3. A Day in the Life of a Tree – 3:09
4. 'Til I Die – 2:32
5. Surf's Up – 4:14
6. A Day in the Life of a Tree (Track & backing vocals) – 2:54
7. 'Til I Die (a Capella) – 2:11

### Edizione 4 LP
LP 1 - Sunflower
LP 2 - Lato 1
1. Loop de Loop (Original 1969 mix) – 2:59
2. San Miguel (2020 mix) – 2:20
3. Susie Cincinnati (2020 mix) – 3:02
4. Good Time (2019 mix) – 2:56
5. I Just Got My Pay (2019 mix) – 2:43
6. Two Can Play (2019 mix) – 2:06
7. I'm Goin' Your Way (Alternate mix) – 2:10
8. Where Is She (2019 mix) – 2:22
9. Break Away (Tag) (Backing vocals excerpt) – 0:18
10. Our Sweet Love (String section) – 1:00

LP 2 - Lato 2
1. This Whole World (Alternate ending) – 1:41
2. Add Some Music to Your Day (Alternate version) – 3:27
3. Soulful Old Man Sunshine (2019 mix) – 3:00
4. All I Wanna Do (a Capella) – 2:41
5. Back Home (Alternate version) – 2:34
6. When Girls Get Together (2019 mix) – 3:45
7. It's About Time (Live 1971) – 3:55
8. This Whole World (Backing vocals section) – 0:34

LP 3 - Surf's Up
LP 4 - Lato 1
1. It's a New Day – 2:20
2. Big Sur (1970 version) – 2:35
3. (Wouldn't It Be Nice to) Live Again (2019 mix) – 4:35
4. H.E.L.P. is On the Way (2019 mix) – 2:31
5. 4th of July (2019 mix) – 3:09
6. Lady (Fallin' in Love) (1970 stereo mix) – 2:21
7. Behold the Night – 2:24
8. 'Til I Die (Piano demo) – 1:55

LP 4 - Lato 2
1. Medley: All of My Love / Ecology – 4:15
2. Sweet and Bitter – 2:21
3. My Solution – 3:43
4. Awake – 3:17
5. Take a Load Off Your Feet (Live 1993) – 2:26
6. Surf's Up (Live 1973) – 4:56
7. A Day in the Life of a Tree (Backing vocals excerpt) – 0:32
8. Disney Girls (Backing vocals excerpt) – 0:20